# Simone (ruisseau)
Pour les articles homonymes, voir Simone.
La Simone est un ruisseau de l'Aisne, dans la région Hauts-de-France, et un affluent droit du Chertemps, donc un sous-affluent de la Seine par le Vilpion, la Serre et l'Oise.

## Géographie
La Simone prend sa source à Fontaine-lès-Vervins, au nord-ouest du Mont Simon (213 m), à 194 m d'altitude. Elle conflue à Fontaine-lès-Vervins, à 134 m d'altitude, en rive droite du Chertemps, La longueur de son cours est de 4,5 km. En partie haute, il s'appelle aussi les Bouillonsvas selon Géoportail.
La Simone traverse deux étangs, un dans le village et l'autre près de sa confluence et du lieu9-dit le Pont de Pierre.
La Simone passe sous la Route nationale 2 de Maubeuge et Avesnes-sur-Helpe à Vervins.

### Communes et cantons traversés
Dans le seul département de l'Aisne, la Simone traverse la seule commune de Fontaine-lès-Vervins, dans le canton de Vervins, dans l'arrondissement de Vervins.

### Bassin versant
La Simone traverse une seule zone hydrographique « Le Vilpion de sa source au confluent de la Brune (exclu) ».

### Organisme gestionnaire
L'organisme gestionnaire est le Syndicat du bassin versant amont de la Serre et du Vilpion sis à l'Union des Syndicats de Rivières, à Vervins, qui est concerné par le Vilpion et ses affluents pour un linéaire de 85 km.

## Affluent
Il ne possède pas d'affluent référencé. 

### Rang de Strahler
Son rang de Strahler est donc de un.